# Resultados do Carnaval de Macaé em 2007
Resultados do Carnaval de Macaé em 2007. 

## Grupo Especial
| Posição | Escolas               | Pontos     | Desempate                    | Ref.  | Classificação ou rebaixamento |
| ------- | --------------------- | ---------- | ---------------------------- | ----- | ----------------------------- |
| 1       | Acadêmicos da Aroeira | 197        | Mestre-sala e Porta-bandeira | [ 1 ] | Campeã do Carnaval 2007       |
| 2       | Império da Barra      | 197        |                              | [ 1 ] |                               |
| 3       | Castelo Imperial      | 196        |                              | [ 1 ] |                               |
| 4       | Unidos dos Bairros    | 193 pontos |                              | [ 1 ] |                               |
| 5       | Pulo do Gato          | 184        |                              | [ 1 ] | Desce para o Grupo 1 2008     |

## Grupo 1
| Posição | Escolas                | Pontos | Ref.  | Classificação ou rebaixamento |
| ------- | ---------------------- | ------ | ----- | ----------------------------- |
| 1       | Unidos da Vila         | 165    | [ 2 ] | Sobe para o Especial 2008     |
| 2       | Barra de Ouro          | 162    | [ 2 ] |                               |
| *       | Mocidade dos Cajueiros | *      | [ 2 ] | Desce para o Grupo 2 2008     |

## Grupo 2
| Posição | Escolas               | Pontos | Ref.  | Classificação ou rebaixamento |
| ------- | --------------------- | ------ | ----- | ----------------------------- |
| 1       | Acadêmicos do Lagomar | 100    | [ 3 ] | Sobe para o Grupo 1 2008      |
| 2       | Unidos dos Estudantes | *      | [ 3 ] |                               |